# Siphonandra santa-barbarense
Siphonandra santa-barbarense är en ljungväxtart som beskrevs av Luteyn och E.M.Ortiz. Siphonandra santa-barbarense ingår i släktet Siphonandra och familjen ljungväxter. Inga underarter finns listade i Catalogue of Life.